# Verhupfspitze
Verhupfspitze är en bergstopp i Österrike.   Den ligger i distriktet Bludenz och förbundslandet Vorarlberg, i den västra delen av landet, 500 km väster om huvudstaden Wien. Toppen på Verhupfspitze är 2 957 meter över havet, eller 226 meter över den omgivande terrängen. Bredden vid basen är 1,6 km. Verhupfspitze ingår i Silvretta Gruppe.
Terrängen runt Verhupfspitze är varierad. Runt Verhupfspitze är det ganska glesbefolkat, med 24 invånare per kvadratkilometer.. Närmaste större samhälle är Gaschurn, 10,7 km norr om Verhupfspitze. 
Trakten runt Verhupfspitze består i huvudsak av gräsmarker.